# Agnes Mary Clerke
Agnes Mary Clerke (10 de febrero de 1842 – 20 de enero de 1907) fue una astrónoma y escritora británica, autora principalmente de libros centrados en el campo de la astronomía. Nació en Skibbereen, Condado de Cork, Irlanda, y murió en Londres.

## Familia
Agnes Clerke era hija de John William Clerke (hacia 1814–1890) y de su mujer Catherine Mary Deasy (nacida hacia 1819). Su padre era juez del registro. Tenía dos hermanos: su hermana mayor, Ellen Mary, nacida en 1840, y su hermano menor, Aubrey St. John, nacido en 1843. Los tres fueron escolarizados en su propio hogar.

## Vida y obra
Mostró su interés por la astronomía a una edad temprana, empezando a escribir sobre el tema antes de cumplir los quince años. En 1861 su familia se mudó a Dublín, y en 1863 a Queenstown. Varios años más tarde se trasladó a Italia, donde permaneció hasta 1877, principalmente en Florencia, estudiando en la biblioteca pública y preparando documentación para sus libros. En 1877 se instaló en Londres.
Su primer artículo importante, Copérnico en Italia, fue publicado en la Edinburgh Review en octubre de 1877. Consiguió una gran reputación en todo el mundo en 1885 con la aparición de su exhaustivo tratado titulado A Popular History of Astronomy during the Nineteenth Century (Una historia popular de la astronomía durante el siglo XIX). Clerke no fue una astrónoma práctica. Sin embargo, era muy competente cotejando, reinterpretando y sumarizando los resultados de la investigación astronómica. En 1888 pasó tres meses en el Observatorio de Ciudad del Cabo en Sudáfrica como huésped del director Sir David Gill y de su mujer. Allí se familiarizó con los trabajos de espectroscopia para ser capaz de escribir sobre la rama más nueva de la astronomía en aquel momento con la máxima claridad y rigor.
En 1892 recibió el Premio Actonian de 100 guineas otorgado por la Royal Institution. Como miembro de la Asociación Astronómica Británica acudía a sus reuniones regularmente, así como a las sesiones de la Real Sociedad Astronómica. En 1903, compartiendo este honor con Lady Huggins, fue elegida miembro honorario de la Sociedad Astronómica Real, un rango anteriormente concedido únicamente a otras dos mujeres, Carolina Herschel y Mary Somerville.
Su hermana, Ellen Mary Clerke (1840–1906), también escribió sobre astronomía.
El cráter lunar Clerke lleva este nombre en su memoria.
En 2002, la conferenciante de astronomía retirada Mary Brück escribió un libro sobre Clerke, titulado Agnes Mary Clerke and the Rise of Astrophysics (Agnes Mary Clerke y el ascenso de la astrofísica).

## Lecturas relacionadas
- Brück, M.T. (2002). Agnes Mary Clerke and the Rise of Astrophysics. Cambridge: Cambridge University Press. ISBN 0-521-80844-8. OCLC 47805069. doi:10.2277/0521808448.
- Huggins, Margaret Lindsay (abril de 1907). «Agnes Mary Clerke» (PDF). The Astrophysical Journal (Chicago: American Astronomical Society) 25 (1): 225-30. Bibcode:1907ApJ....25..226H. doi:10.1086/141436. Consultado el 18 de agosto de 2008.
- Brück, Mary T. (2004). «Agnes Mary Clerke: Ever-popular Historian of Astronomy». The Antiquarian Astronomer (Society for the History of Astronomy) 1: 3-5. Bibcode:2004AntAs...1....3B. Consultado el 11 de mayo de 2015.
- Brück, Mary T. (2014). «Clerke, Agnes Mary».  En Hockey, Thomas; Trimble, Virginia; Williams, Thomas R., eds. Biographical Encyclopedia of Astronomers. New York: Springer Publishing. ISBN 978-1-4419-9917-7. doi:10.1007/978-1-4419-9917-7_290. Consultado el 7 de noviembre de 2015.
- Hollis, Henry Park; Brück, Mary T. (2004). «Clerke, Agnes Mary». Oxford Dictionary of National Biography. Oxford, England: Oxford University Press. doi:10.1093/ref:odnb/32444. Consultado el 7 de noviembre de 2015.